# Federico Loygorri Vives
Federico Loygorri Vives (València, 1 de juny de 1881 - Madrid, 1947) fou un militar i polític valencià, baró de Benidoleig per matrimoni el 1919 i diputat a les Corts Espanyoles durant la restauració borbònica.

## Biografia
Fill del contralmirall de l'Armada Espanyola Federico Loygorri de la Torre, fou també militar de carrera, primer capità de cavalleria i després coronel. Participà en la repressió següent als fets de la Setmana Tràgica de 1909. El 1913 fou nomenat conseller de la Caixa d'Òrfans de Guerra. Adscrit al Partit Conservador, sector ciervista, fou elegit diputat a Corts per Gandia a les eleccions generals espanyoles de 1918, 1919 i 1920.
El 1931, un cop proclamada la Segona República Espanyola, fou donat de baixa de l'exèrcit per la Llei Azaña. Quan esclatà la guerra civil espanyola fou tancat a la presó de San Antón i després a la d'Alcalá-Meco, d'on fou alliberat el 22 de novembre de 1938. D'ací escapà des de València a Gènova i pel març de 1939 s'incorporà a l'exèrcit franquista. Fou traslladat a Tetuan fins que el setembre de 1941 fou nomenat Jutge Eventual de la III Regió Militar i President del Consell de Guerra Permanent núm. 2 de València; el 15 d'octubre de 1942 fou traslladat a Madrid. Els seus judicis es caracteritzaren per la manca de garanties jurídiques i fou qui signà la pena de mort del dirigent de CNT Joan Peiró.